# لاجوس فيهير
لاجوس فيهير (بالألمانية: Lajos Fehér) (و. 1917 – 1981 م) هو صحفي، وسياسي مجري، كان عضوًا في حزب العمال الاشتراكي المجري، توفي في بودابست، عن عمر يناهز 64 عاماً.

## مناصب
تولى منصب عضو الجمعية الوطنية المجرية
.

## روابط خارجية
- لاجوس فيهير على موقع مونزينجر (الألمانية)